# Irak a 2004. évi nyári olimpiai játékokon
Irak a görögországi Athénban megrendezett 2004. évi nyári olimpiai játékok egyik részt vevő nemzete volt. Az országot az olimpián 7 sportágban 24 sportoló képviselte, akik érmet nem szereztek.

## Atlétika
Férfi
| Versenyző | Versenyszám | Előfutam | Előfutam | Előfutam | Elődöntő | Elődöntő | Elődöntő | Döntő   | Döntő    |
| Versenyző | Versenyszám | Idő      | Hely.    | Össz.    | Idő      | Hely.    | Össz.    | Idő     | Helyezés |
| --------- | ----------- | -------- | -------- | -------- | -------- | -------- | -------- | ------- | -------- |
| Alá Motar | 400 m gát   | 51,97    | 6.       | 33.      | kiesett  | kiesett  | kiesett  | kiesett | kiesett  |

Női
| Versenyző    | Versenyszám | Előfutam | Előfutam | Előfutam | Negyeddöntő | Negyeddöntő | Negyeddöntő | Elődöntő | Elődöntő | Elődöntő | Döntő   | Döntő    |
| Versenyző    | Versenyszám | Idő      | Hely.    | Össz.    | Idő         | Hely.       | Össz.       | Idő      | Hely.    | Össz.    | Idő     | Helyezés |
| ------------ | ----------- | -------- | -------- | -------- | ----------- | ----------- | ----------- | -------- | -------- | -------- | ------- | -------- |
| Álá Dzsászim | 100 m       | 12,70    | 8.       | 52.      | kiesett     | kiesett     | kiesett     | kiesett  | kiesett  | kiesett  | kiesett | kiesett  |

## Cselgáncs
Férfi
| Versenyző    | Versenyszám | Selejtező         | 32-es főtábla                           | Nyolcaddöntő      | Negyeddöntő       | Elődöntő          | Vigaszág első kör | Vigaszág negyeddöntő | Vigaszág elődöntő | Bronz- mérkőzés   | Döntő             | Helyezés    |
| Versenyző    | Versenyszám | Ellenfél Eredmény | Ellenfél Eredmény                       | Ellenfél Eredmény | Ellenfél Eredmény | Ellenfél Eredmény | Ellenfél Eredmény | Ellenfél Eredmény    | Ellenfél Eredmény | Ellenfél Eredmény | Ellenfél Eredmény | Helyezés    |
| ------------ | ----------- | ----------------- | --------------------------------------- | ----------------- | ----------------- | ----------------- | ----------------- | -------------------- | ----------------- | ----------------- | ----------------- | ----------- |
| Hajdir Lázam | Nehézsúly   |                   | Jeldosz Ihszangalijev (KAZ) · 0000-1000 | kiesett           | kiesett           | kiesett           |                   |                      |                   |                   |                   | helyezetlen |

## Labdarúgás

### Férfi
| #             | Név                            | Klub                  | Születési idő                    | Mérkőzésszám | Gól     | Sárga lap | sárga lap · 2. sárga lap · kiállítva | kiállítva |
| Kapusok       | Kapusok                        | Kapusok               | Kapusok                          | Kapusok      | Kapusok | Kapusok   | Kapusok                              | Kapusok   |
| ------------- | ------------------------------ | --------------------- | -------------------------------- | ------------ | ------- | --------- | ------------------------------------ | --------- |
| 1             | Núr Szabri                     | el-Kuvva el-Dzsavijja | 1984. június 18. (20 évesen)     | 6            | 0       | 1         | 0                                    | 0         |
| 18            | Udajj Tálib                    | ez-Zaurá              | 1981. július 1. (23 évesen)      | 0            | 0       | 0         | 0                                    | 0         |
| Védők         |                                |                       |                                  |              |         |           |                                      |           |
| 2             | Szaad Attija                   | ez-Zaurá              | 1987. február 26. (17 évesen)    | 2(1)         | 0       | 0         | 0                                    | 0         |
| 3             | Bászim Abbász                  | et-Talaba             | 1982. július 1. (22 évesen)      | 5            | 0       | 2         | 0                                    | 0         |
| 4             | Hajdar Abd el-Dzsabbár         | el-Ittihád            | 1976. augusztus 25. (27 évesen)  | 5            | 0       | 1         | 0                                    | 0         |
| 12            | Hajdar Abd er-Razzák           | et-Talaba             | 1982. június 9. (22 évesen)      | 5            | 0       | 1         | 0                                    | 0         |
| 14            | Hajdar Abd el-Amír             | ez-Zaurá              | 1982. november 2. (21 évesen)    | 6            | 0       | 1         | 0                                    | 0         |
| Középpályások |                                |                       |                                  |              |         |           |                                      |           |
| 5             | Nasat Akram                    | en-Naszr              | 1984. szeptember 12. (19 évesen) | 3            | 0       | 0         | 0                                    | 0         |
| 6             | Szálih Szadír                  | ez-Zamálek            | 1981. augusztus 21. (22 évesen)  | 3(3)         | 2       | 0         | 0                                    | 0         |
| 8             | Abd el-Vahháb Abu l-Hajl (csk) | Eszteglál Ahváz FC    | 1976. december 21. (27 évesen)   | 6            | 0       | 1         | 0                                    | 0         |
| 11            | Havár Mulla Mohammed           | el-Kuvva el-Dzsavijja | 1981. június 1. (23 évesen)      | 5(1)         | 2       | 0         | 0                                    | 0         |
| 13            | Kuszajj Munír                  | el-Kuvva el-Dzsavujja | 1981. április 12. (23 évesen)    | 6            | 0       | 0         | 0                                    | 0         |
| 15            | Mahdi Karím                    | et-Talaba             | 1983. december 10. (20 évesen)   | 2(4)         | 1       | 0         | 0                                    | 0         |
| Csatárok      |                                |                       |                                  |              |         |           |                                      |           |
| 7             | Emád Mohammed                  | el-Garáfa Doha        | 1982. július 5. (22 évesen)      | 4(2)         | 2       | 0         | 0                                    | 0         |
| 9             | Razzák Farhán                  | Katar SC              | 1977. július 1. (27 évesen)      | 2(3)         | 1       | 0         | 0                                    | 0         |
| 10            | Júnisz Mahmúd                  | et-Talaba             | 1983. március 2. (21 évesen)     | 4(1)         | 1       | 1         | 0                                    | 0         |
| 16            | Ahmed Manádzsid                | ez-Zaurá              | 1981. december 13. (22 évesen)   | 1(1)         | 0       | 0         | 0                                    | 0         |
| 17            | Ahmed Szaláh Alván             | ez-Zamálek            | 1982. június 18. (22 évesen)     | 1(1)         | 0       | 0         | 0                                    | 0         |
| Edző          |                                |                       |                                  |              |         |           |                                      |           |
|               | Madzsíd Adnán Hamad            | IRQ                   | 1961. február 1. (43 évesen)     |              |         |           |                                      |           |

- Kor: 2004. augusztus 10-i kora

#### Eredmények
D csoport 
| Csapat           | M | Gy | D | V | Rg | Kg | Gk | P |
| ---------------- | - | -- | - | - | -- | -- | -- | - |
| Irak (IRQ)       | 3 | 2  | 0 | 1 | 7  | 4  | +3 | 6 |
| Costa Rica (CRC) | 3 | 1  | 1 | 1 | 4  | 4  | 0  | 4 |
| Marokkó (MAR)    | 3 | 1  | 1 | 1 | 3  | 3  | 0  | 4 |
| Portugália (POR) | 3 | 1  | 0 | 2 | 6  | 9  | –3 | 3 |

| 2004. augusztus 12. 20:30 |

| Irak (IRQ)                                                 | 4–2               | Portugália (POR)                         |
| ---------------------------------------------------------- | ----------------- | ---------------------------------------- |
| E. Mohammed 16' H. Mohammed 29' J. Mahmúd 56' Szadír 90+3' | (2–2) Jegyzőkönyv | Abd el-Dzsabbár 13' (öngól) Bosingwa 45' |

| Pampeloponnisiako Stadium, Pátra Nézőszám: 5689 Játékvezető: Evehe (kameruni) |

| 2004. augusztus 15. 20:30 |

| Costa Rica (CRC) | 0–2               | Irak (IRQ)                |
| ---------------- | ----------------- | ------------------------- |
|                  | (0–0) Jegyzőkönyv | H. Mohammed 67' Karím 72' |

| Karaiskaki Stadium, Pireusz Nézőszám: 12 150 Játékvezető: Ariiotima (tahiti) |

| 2004. augusztus 18. 20:30 |

| Marokkó (MAR)                  | 2–1               | Irak (IRQ) |
| ------------------------------ | ----------------- | ---------- |
| Búden 69' (11-esből) Akkál 77' | (0–0) Jegyzőkönyv | Szadír 63' |

| Pampeloponnisiako Stadium, Pátra Nézőszám: 4019 Játékvezető: Elizondo (Argentin) |

Negyeddöntő
| 2004. augusztus 21. 18:00 |

| Irak (IRQ)      | 1–0               | Ausztrália (AUS) |
| --------------- | ----------------- | ---------------- |
| E. Mohammed 64' | (0–0) Jegyzőkönyv |                  |

| Pankritio Stadium, Iráklio Nézőszám: 10 023 Játékvezető: Batres (guatemalai) |

Elődöntő
| 2004. augusztus 24. 21:00 |

| Irak (IRQ) | 1–3               | Paraguay (PAR)              |
| ---------- | ----------------- | --------------------------- |
| Farhán 83' | (0–2) Jegyzőkönyv | Cardozo 17' 34' Bareiro 68' |

| Kaftanzoglio Stadium, Szaloniki Nézőszám: 6 213 Játékvezető: Poulat (francia) |

Bronzmérkőzés
| 2004. augusztus 27. 20:30 |

| Olaszország (ITA) | 1–0               | Irak (IRQ) |
| ----------------- | ----------------- | ---------- |
| Gilardino 8'      | (1–0) Jegyzőkönyv |            |

| Kaftanzoglio Stadium, Szaloniki Nézőszám: 5203 Játékvezető: Larrionda (uruguayi) |

| Csapat     | Helyezés |
| ---------- | -------- |
| Irak (IRQ) | 4.       |

## Ökölvívás
| Versenyző   | Versenyszám | Selejtező                 | Nyolcaddöntő                      | Negyeddöntő       | Elődöntő          | Döntő             | Helyezés |
| Versenyző   | Versenyszám | Ellenfél Eredmény         | Ellenfél Eredmény                 | Ellenfél Eredmény | Ellenfél Eredmény | Ellenfél Eredmény | Helyezés |
| ----------- | ----------- | ------------------------- | --------------------------------- | ----------------- | ----------------- | ----------------- | -------- |
| Nadzsáh Ali | Papírsúly   | Kvak Hjokcsu (PRK) · 21-7 | Alekszan Nalbandjan (ARM) · 11-24 | kiesett           | kiesett           | kiesett           | 9.       |

## Súlyemelés
Férfi
| Versenyző    | Versenyszám | Szakítás | Szakítás | Lökés    | Lökés    | Összesen | Helyezés |
| Versenyző    | Versenyszám | Eredmény | Helyezés | Eredmény | Helyezés | Összesen | Helyezés |
| ------------ | ----------- | -------- | -------- | -------- | -------- | -------- | -------- |
| Mohammed Ali | 56 kg       | 120,0    | 7.*      | 135,0    | 10.      | 255,0    | 10.      |

* - egy másik versenyzővel azonos eredményt ért el

## Taekwondo
Férfi
| Versenyző  | Versenyszám | Nyolcaddöntő              | Negyeddöntő       | Elődöntő          | Vigaszág első kör          | Vigaszág elődöntő | Bronz- mérkőzés   | Döntő             | Helyezés |
| Versenyző  | Versenyszám | Ellenfél Eredmény         | Ellenfél Eredmény | Ellenfél Eredmény | Ellenfél Eredmény          | Ellenfél Eredmény | Ellenfél Eredmény | Ellenfél Eredmény | Helyezés |
| ---------- | ----------- | ------------------------- | ----------------- | ----------------- | -------------------------- | ----------------- | ----------------- | ----------------- | -------- |
| Ráid Rasíd | Váltósúly   | Steven López (USA) · 0-12 |                   |                   | Víctor Estrada (MEX) · WDR | kiesett           | kiesett           |                   | 7.       |

WDR - visszalépett

## Úszás
Férfi
| Versenyző       | Versenyszám | Előfutam | Előfutam | Előfutam | Elődöntő | Elődöntő | Elődöntő | Döntő   | Döntő    |
| Versenyző       | Versenyszám | Idő      | Hely.    | Össz.    | Idő      | Hely.    | Össz.    | Idő     | Helyezés |
| --------------- | ----------- | -------- | -------- | -------- | -------- | -------- | -------- | ------- | -------- |
| Mohammed Abbász | 100 m gyors | 56,81    | 1.       | 63.      | kiesett  | kiesett  | kiesett  | kiesett | kiesett  |